# Samy Amimour
Pour les articles homonymes, voir Amimour.
Samy Amimour, né le 15 octobre 1987 à Paris et mort le 13 novembre 2015 à Paris, est un terroriste islamiste français d'origine algérienne. Cet ancien conducteur d'autobus de la RATP est parti rejoindre les rangs de l'État islamique en Syrie en 2013. Revenu en France, il est devenu l'un des trois auteurs, avec Ismaël Omar Mostefaï et Foued Mohamed-Aggad, de la tuerie du Bataclan qui a causé la mort de 90 personnes lors des attentats du 13 novembre 2015 à Paris.

## Radicalisation
Samy Amimour grandit dans la cité de la Boule à Drancy en Seine-Saint-Denis dans une famille musulmane décrite comme « très occidentalisée ». Ses deux parents sont d'origine algérienne et habitent à Liège en Belgique. Polyglotte et féru de littérature française, son père quitte le foyer dans son enfance, mais la famille reste en lien. Sa mère, féministe, milite au sein d'une association culturelle berbère. Son père exerce dans l'import-export entre la France et la Belgique. 
Titulaire d'un bac L, Samy Amimour échoue successivement en droit à l'Université Paris-XIII puis dans un IUT de logistique. De décembre 2010 à février 2011, il suit une formation de chauffeur de bus, dispensée par une compagnie privée, à l'aéroport de Paris-Charles-de-Gaulle. Le 8 août 2011, la RATP l'embauche comme « machiniste-receveur » . Concrètement, il assure pendant quinze mois la liaison entre Bobigny et Aulnay-sous-Bois (via Drancy) en conduisant le bus 148. 
À partir de l'été 2012, Samy Amimour commence à adopter la tenue vestimentaire des musulmans salafistes. Le 5 octobre, il démissionne de son emploi à la RATP. Le 15 octobre, il est arrêté au domicile de ses parents et placé en garde à vue dans les locaux de la Direction centrale du renseignement intérieur, où lui et deux autres personnes (Samir Bouabout et Charaffe al Mouadan) sont entendus pendant 96 heures. Depuis mai 2012, le parquet de Paris soupçonne le trio de vouloir se rendre au Yémen ou en zone pakistano-afghane pour combattre. Dans cette optique, Amimour et al Mouadan (tué par une frappe de drone américain le 24 décembre 2015 à Raqqa) avaient commencé à suivre des cours de tirs à l'Association nationale de tir de la police, dans le 18e arrondissement de Paris. Relâché, Amimour est néanmoins placé sous contrôle judiciaire. Quelques mois plus tard, il fait la rencontre de sa future épouse Kahina El Hadra, de neuf ans sa cadette. Les deux restent en contact sur internet.  

## Départ pour le Moyen-Orient
C'est en septembre 2013 que l'ancien conducteur d'autobus de la RATP part rejoindre les rangs de l'État islamique en Irak et au Levant (Daech) en Syrie via la Turquie. Les services secrets turcs le repèrent le 6 septembre 2013 en compagnie d'Ismaël Omar Mostefaï qui est l'un des trois terroristes du Bataclan et de Samir Bouabout, avec qui il avait préparé un départ pour le djihad raté en 2012. De là, il franchit la frontière avec la Syrie, rejoint les rangs de Daech et prend le surnom (kounia) d'Abou Hajia. Un mandat d'arrêt international est lancé contre lui par la France. En janvier 2014, il est blessé à la jambe par un obus près d'Alep lors d'affrontements contre les rebelles,. Inapte au combat, il s'installe à Al-Chaddadeh. Son père lui rend brièvement visite le 29 juin 2014 en Syrie, avec pour espoir de le faire quitter les rangs de l'EI, mais sans succès. Le 15 octobre 2014, il est rejoint en Syrie par Kahina El Hadra, une jeune femme rencontrée à Drancy, avec qui il se marie. Le couple déménage ensuite à Mossoul en Irak.

## Participation aux attentats du 13 novembre
Samy Amimour parvient à revenir en France sans se faire repérer par les autorités.
Le 13 novembre 2015, il participe, avec  Ismaël Omar Mostefaï et Foued Mohamed-Aggad à la tuerie du Bataclan, l'une des trois séries d'attentats visant l'Île-de-France ce jour-là. Les trois hommes, munis de kalachnikov et de ceintures explosives, commencent leur attaque à  21 h 40. Ils ouvrent le feu sur le public du concert donné par les Eagles of Death Metal. L'attaque durera plusieurs heures, causant la mort de 90 spectateurs. Amimour est le premier terroriste à être neutralisé par les forces de l'ordre. Un commissaire divisionnaire et un brigadier de la BAC qui ont pénétré dans le Bataclan après avoir été prévenus par radio de l'attaque en cours aperçoivent au rez-de-chaussée de la salle de spectacle, à une vingtaine de mètres de leur position, sur la gauche de la scène, Samy Amimour à 21 h 57,. Il tient en joue un otage, les mains sur la tête, à qui il ordonne de s’allonger sur le sol. Ils l'abattent aussitôt, faisant feu à six reprises. Sa ceinture d'explosifs explose. L'officier de la BAC estime que c'est Amimour qui l'a déclenchée avant de mourir.
Le 16 novembre 2015, Kahina El Hadra, la veuve d'Amimour qui réside à Mossoul, écrit un courriel à l’un de ses anciens professeurs dans lequel elle loue l'action de son mari : « j’ai encouragé mon mari à partir pour terroriser le peuple français qui a tant de sang sur les mains (...) J'envie tellement mon mari, j'aurais tellement aimé être avec lui pour sauter aussi ». Le contenu du message est révélé dans la presse française par Le Parisien, le 28 décembre 2015. 
Le 24 décembre 2015, Samy Amimour est inhumé au carré musulman du cimetière intercommunal de La Courneuve dont relève la commune de Drancy, d'où il est originaire. 
Le 5 juillet 2022, Kahina El Hadra est rapatriée, contre sa volonté, du camp de Roj en Syrie vers la France. À son atterrissage à l'aérodrome de Vélizy-Villacoublay, elle est arrêtée. Par la suite, elle est mise en examen pour association de malfaiteurs terroriste criminelle et placée en détention provisoire. Ses trois enfants, dont la fille unique d'Amimour (née en 2015), sont quant à eux placés en famille d'accueil sous la responsabilité de l'aide sociale à l'enfance.